# ناصر الدين شاه
السُّلْطَانُ بنُ السُّلطَانِ بنِ السُّلطَانِ وَالخَاقَانُ بنُ الخَاقَانِ بنِ الخَاقَانِ مَلِكُ المُلُوكِ ظِلُّ اللهِ صَاحِبُ القِرَانِ قِبلَةُ العَالَمِ إِسلَام پَنَاه نَاصِرُ الدِّينِ شَاه القَاجَارِيُّ (بالفارسية: السلطان بن السلطان بن السلطان والخاقان بن الخاقان بن الخاقان شاهنشاه ظل‌الله صاحبقران قبله‌العالم إِسلام‌پناه ناصرالدين‌شاه قاجار) (6 صفر 1247هـ - 18 ذو القعدة 1313هـ المُوافق فيه 17 تمُّوز (يوليو) 1831م - 1 أيار (مايو) 1896م) الشَّهير اختصارًا بِـ«ناصر الدين شاه»، هو الشَّاه الرَّابع لِلدَّولة القاجاريَّة، وقد حكم البلاد لِما يُقارب نِصف قرنٍ من الزَّمن مِن سنة 1264هـ المُوافِقة لِسنة 1848م حتَّى اغتياله سنة 1313هـ المُوافقة لِسنة 1896م. تُعدُّ فترة حُكمه الأطول بين حُكَّام الدَّولة القاجاريَّة والثَّالثة في تاريخ إيران بعد شاپور الثَّاني من السُلالة الساسانيَّة وطهماسپ الأوَّل من السُلالة الصفويَّة. في عهده بدأت ملامح العالم الحديث تتجلَّى في إيران وقام بإصلاحاتٍ وتنظيماتٍ جديدة خلال فترة حُكمه طويلة الأمد، وقد كان شاعرًا كتب ديوانه تحت اسم «ناصر» كما كان أوَّل عاهلٍ فارسيّ يكتُب وينشُر يومياته، وعُرِف بعد اغتياله بِلقب «الملك الشهيد».

## المولد و العائلة
ابوه هو الملك محمد شاه قاجار و جده فتح علي شاه قاجار. و ناصر الدين شاه هو ثالث ملوك الأسرة القاجارية، عندما كان والده محمد شاه في الثانية عشر من عمره وبناء على أمر فتحعلي شاه تزوج من ابنة عمه البالغه أربعة عشر عام ملك جهان، وكان هذا الزواج لدرء الفتنة والفرقة بين الأفرع القاجارية من قوانلو و دولو ايل القاجاريين، وفي مصادى العصر القاجارى أن هذا الزواج كان بناء على توصية محمد شاه القاجارى إلى فتحعلى شاه، وكان ناصر الدين الولد الثالث والابن الأول لهذين الزوجين والذي قد ولد في السادس من صفر عام 1247 هـ ق في قرية كهنمو أحد اطراف اسكو بالقرب من تبريز.

## وصاية العرش
قرئ أمر ولاية العهد لناصر الدين ميرزا عام 1251 هـ ق في تبريز، اشقاء الملك بهمن ميرزا و قهرمان ميرزا، اعتذروا لحداثة سن ناصر الدين، ورأو انه لا يستحق ولاية العهد، أما آصف الدولة عم محمد شاه قد صمم أيضا علي منعه حتى لا ينقطع عرق الملك من فرع دولو ايل، وأخيرا تم تأكيد ولاية العهد لناصر الدين بعد تولي قهرمان ميرزا دولة آذربایجان وكانت هذه تعتبر موافقة ضمنية بالرغم من صغر سن ناصر الدين علي ولاية العهد.
وكانت أول وظيفة لولى العهد هي السفر إلي يريفان لنقل تهنئة أبيه إلي نيكولاي الأول الذي فتح في ذلك الوقت ولايات حديثة في القوقاز، وأثناء الاجتماع مع تزار جلس ولي العهد علي ركبته ولإجل اظهار المحبة اعطاه خاتمه الذي كان من الألماس.
دعي محمد شاه في صيف 1255 هـ ق ناصر الدين إلي العاصمة، وكان قد مر ما يقارب الخمس سنوات لم يره خلالها. وفي صيف عام 1261 هـ ق تم زواج ولى العهد الذي قد بلغ أربعة عشر عام بإبنة عمه العروس، أول زواج لناصر الدين كان معناه أنه قد وصل إلي سن البلوغ والذي يلغى الحاجة إلي تعيين وصي عليه، وأن ولي العهد لم يعد صغيرا، وفي عام 1263 هـ ق فر بهمن ميرزا إلي روسيا، ووافق محمد شاه علي طلب ناصر الدين بتعيينه حاكم على أذربيجان، وواجه ناصر الدين المشاكل الجدية للحكم، وفي نفس الوقت بأمر حاجی میرزا آقاسی احضر الباب إلي تبريز لأجل محاكمته و استجوابه في الأفكار الخاصة به، وعقد مجلس المحاكمة بحضور ناصر الدين.
اتسم عهده بمحاولات تحديث المجتمع الإيراني، حيث استقدم نظم التعليم الغربية وعلوما غربية، حيث أنشأ وزيره الأمير الكبير أول مدرسة نظامية تدرس علوماً غربية وتعتمد على النمط الغربي في الامتحانات.وقد عرفت هذه المدرسة باسم دار الفنون.
حاول انتزاع هراة من أفغانستان، ولكن بريطانيا وقفت في وجهه.

## وصلات خارجيَّة
ناصر الدين شاه على موقع الموسوعة البريطانية (الإنجليزية)